# 베르네나무타기쥐
베르네나무타기쥐(Dendromus vernayi)는 붉은숲쥐과에 속하는 설치류의 일종이다. 앙골라에서만 발견된다. 자연 서식지는 습윤 사바나 지역이다.

## 특징
꼬리 길이 80~84mm를 제외한 몸길이가 60~66mm인 작은 설치류다. 발 길이는 19~22mm이고 귀 길이는 13~14mm이다. 털은 비교적 길고 부드럽다. 등쪽 털은 갈색빛 노랑과 불그스레한 갈색을 띠지만 배쪽은 핑크색 노랑부터 누르스름한 회색까지 다양하고 목과 겨드랑이 아래에 흰 반점이 나 있다.

## 분포 및 서식지
앙골라 중부 치타우 인근 지역에서만 알려져 있다. 해발 약 1,500m 이하에서 서식한다.